# 赤颈鸫
赤颈鸫（学名：Turdus ruficollis）为鶲科鸫属的鸟类，俗名红脖鸫、红脖子穿草鸫。分布于前苏联、蒙古、伊朗、阿富汗、巴基斯坦、孟加拉、尼泊尔、不丹、缅甸、西欧、阿拉伯、也门以及中国大陆的东北、新疆、内蒙古、青海、甘肃、河北、北京、陕西、四川(美姑、德格四川、湖北、云南、西藏等地，一般栖息于繁殖在西伯利亚的开阔针叶林间、较少在阔叶林或灌丛中、迁徙时大都栖息于平原及山坡的灌木疏林中、也见于果园、田间高大乔木上以及或在水边的草坪上。该物种的模式产地在西伯利亚的达乌尔地区。

## 亚种
- 赤颈鸫北方亚种（学名：Turdus ruficollis atrogularis）。分布于前苏联、蒙古、伊朗、阿富汗、尼泊尔、印度、孟加拉、阿拉伯、也门以及中国大陆的新疆、西藏、青海等地。该物种的模式产地在波兰。[2]
- 赤颈鸫指名亚种（学名：Turdus ruficollis ruficollis）。分布于前苏联、蒙古、印度、不丹、缅甸以及中国大陆的东北、内蒙古、甘肃、青海、河北、北京、四川、湖北、云南(泸水、腾冲、盈江、丽江、镇江、澜沧江、景东、勐海、云南、西藏等地。该物种的模式产地在西伯利亚的达乌尔地区。[3]